# Яр (селище, Ярський район)
Яр (рос. Яр, удм. Яр) — селище, центр Ярського району Удмуртії, Росія. Адміністративний центр та єдиний населений пункт Ярського сільського поселення.
Назва походить від російського слова тюркського походження яр, що означає «крутий, стрімкий берег річки».

## Географія
Селище розташоване в долині річки Чепца, на її невеликій лівій притоці, в зоні тайги, на краю Верхньокамської височини. Селище знаходиться за 225 км від Іжевська на магістральній залізниці Кіров-Перм. 29 жовтня 2004 року було відкрито сквер Перемоги.

## Історія
Вперше присілок Ярська згадується в списку населених пунктів Уканської волості Глазовського повіту Вятської губернії за 1836 рік. Будівництво залізниці Вятка-Перм 1901 року сприяло утворенню ще 1898 року біля присілка станції та селища при ній. 1932 року селище стало центром Ярського району. 11 вересня 1938 року селище отримало статус смт, однак 2010 року — втратило його.

## Населення
Населення — 6596 осіб (2010, 7202 у 2002).
Національний склад:
- удмурти — 59,6 %
- росіяни — 37,9 %
- татари — 1 %
- інші — 1,5 %

## Економіка
Промисловість представлена декількома підприємствами: ліспромгосп (лісозаготівля, вивезення деревини, виробництво технологічної щепи, пиломатеріалів, дерев'яної тари, вітамінізованого борошна), льонозавод (первинна обробка льону), цегляний завод (виробництво цегли та м'яких меблів), «Асфальт» (виробництво та прокладання асфальту), ВО «Ярагропромхімія», ВБК «Північ» (будівництво), ремонтно-технічне підприємство (ремонт та обслуговування сільськогосподарської техніки), дорожня ремонтно-будівельна дільниця (ремонт та будівництво доріг), цех Глазовської швейної фабрики, цех Глазовського молочно-маслоробного комбінату, хлібозавод (виробництво хліба, кондитерських виробів, ковбас).
Селище є значним залізничним вузлом. Через нього проходить магістраль Кіров-Перм, тут починається залізнична гілка Яр-Верхньокамська через Пудем. Від селища до Іжевська курсує безпересадочний поїзд. До Глазова збудована асфальтована дорога.
Із закладів соціальної сфери в селищі діють 2 школи, Ярський політехнікум, 4 дитячих садочки, музична та спортивна школи, будинок творчості учнів, районний будинок культури, 2 бібліотеки, центральна районна лікарня. В селищі є 7 пам'ятників історії та монументального мистецтва.